# Mordehai Goldenberg
Mordehai Goldenberg (de asemenean Mordhe; în idiș מרדכי גאָלדענבערג‏‎; în ebraică ‏מרדכי גולדנברג‏‎‎; în rusă Мордехай Гольденберг; n. 1883, Zgurița, județul Soroca, gubernia Basarabia, Imperiul Rus – d. 1941, Berșad, RSS Ucraineană, URSS) a fost un evreu basarabean, poet, profesor și jurnalist. A scris în limbile ebraică și idiș. Este considerat drept cel mai faimos scriitor evreu din Basarabia interbelică.

## Biografie
S-a născut în colonia evreiască Zgurița (acum sat în raionul Drochia, Republica Moldova) din ținutul Soroca, gubernia Basarabia, Imperiul Rus. A crescut în ștetlul Otaci din același ținut, ulterior în târgul Rîșcani din uiezdul Bălți și, cea mai lungă perioadă în colonia evreiască de la Căprești, ținutul Soroca. S-a stabilit în ultima la sfârșitul anilor 1910 și a rămas acolo până în 1934, jucând un rol proeminent în viața publică a satului ca profesor, activist al Asociației de Economii și Împrumuturi și corespondent pentru ziarul din Chișinău Undzer Zeit („Timpul nostru”, editat de Zolmen Rozental). Șederea lui Goldenberg la Căprești este descrisă în povestea lui Ihil Șraibman „Cantorul și cântăreții săi” din ciclul „Poveștile din Rașcov”. În 1934 Goldenberg s-a mutat la Secureni (pe atunci în nordul Basarabiei, acum în regiunea Cernăuți, Ucraina).
Locuind în numeroase sate și târguri, predând copiilor limba ebraică și Tora, a pus bazele literare unui număr mare de scriitori evrei viitori (precum Herzl Rivkin, Țvi Țelman, Beniomen-Ițhok Duhovnîi, cunoscut ulterior sub pseudonimul B. I. Michali, etc.). Scriitorii evrei basarabeni din generația tânără, în primul rând K. A. Bertini și B. I. Michali, l-au considerar mentorul lor literar; alți scriitori ebraici din regiune au menționat, de asemenea, influența sa asupra operelelor lor, printre care Ițhok Weinstein, Iakov Kucer, Samuel Leib Blank și chiar nu mai puțin venerabilul scriitor Zolmen Rozental.
Al doilea război mondial l-a suprins la Secureni, de unde a fost deportat împreună cu soția și fiica Etei (care era în vacanța de vară de la studiile la Facultatea de Istorie și Filologie a Institutului Pedagogic din Chișinău) în ghetou în Transnistria. Soția și fiica s-au sinucis l-a puțin timp după deportare. Goldenberg a murit în ghetoul din Berșad câteva luni mai târziu.

## Activitatea literară
În timpul vieții sale, a fost cunoscut în primul rând ca scriitor ebraic, deoarece poezia și povestirile sale au fost publicate numai în această limbă. Lucrările sale jurnalistice în idiș au apărut periodic în periodicele din Chișinău (ziarul Unzer Zeit – „Timpul nostru”), București (ziarul bilingv română-idiș „Tribună”) și Cernăuți (revista Chernovitzer Blater – „foi de Cernăuți”). Pentru prima dată poezia sa în idiș a fost inclusă în colecția bilingvă Reshafim BaArava, publicată în 1940. După război, în 1946, această carte a fost republicată postum la Tel Aviv.
Printre cărțile sale în ebraică, trebuie remarcate: ciclul poetic Shirey ha Milhama („Cântecele războiului”, 1930), două colecții de proză publicate în 1939 la Chișinău și cartea de povești pentru copii Zerna, publicată în colaborare cu scriitorii K. A. Bertini, Ițhok Weinstein și Levin Kipnis în același 1939 de editura Tarbut („Cultură”) din Chișinău. Colecția de proză a lui Goldenberg sub numele HaTakhana HaAtika („Gara antică”, al doilea volum al lucrărilor alese) a fost compilată de K. A. Bertini, B. I. Michali și Iakov Fihman și publicată în 1951 la Tel Aviv.